# Crayón

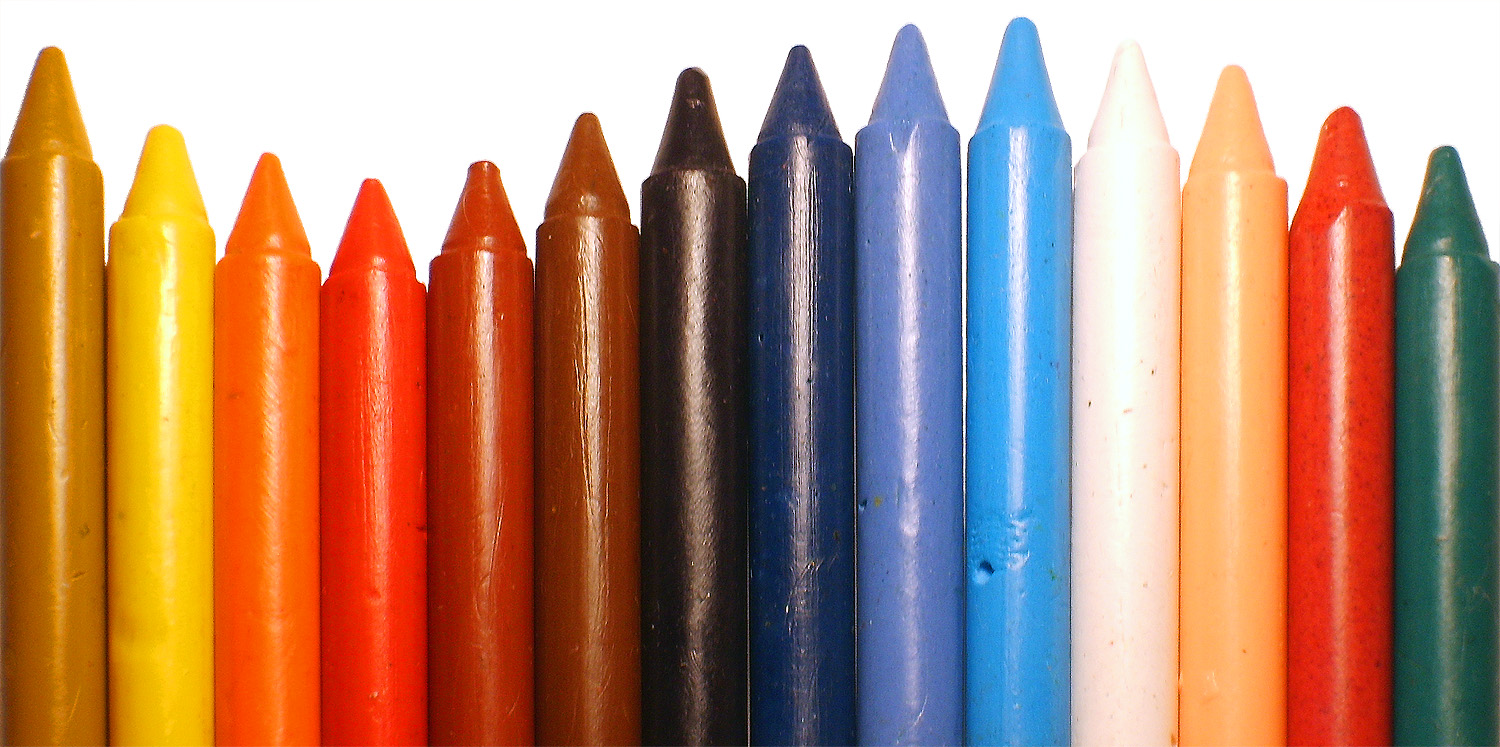
Crayones de cera

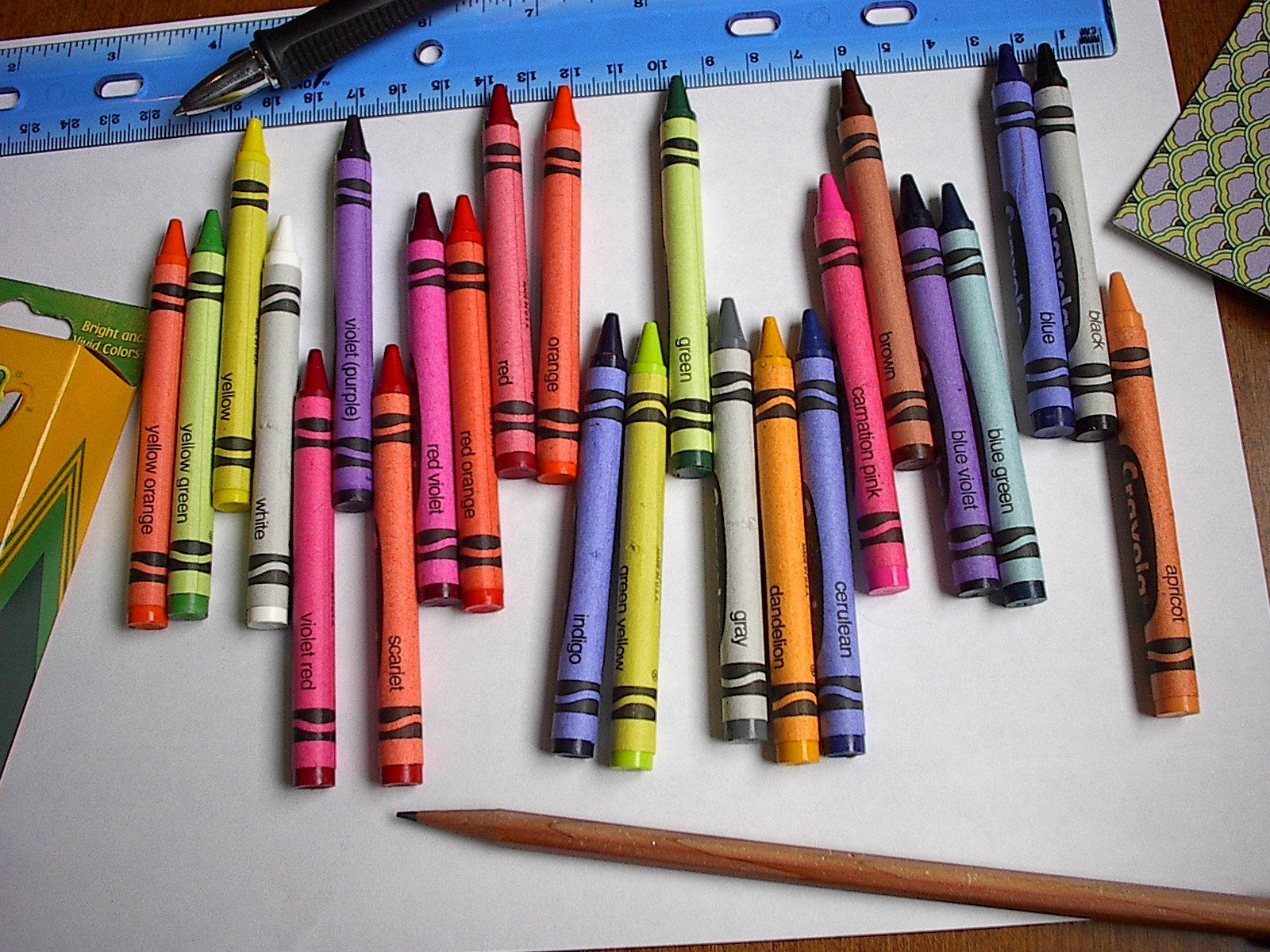
Crayones de marca Crayola

El crayón o lápiz de cera es una barra hecha de cera, carboncillo, tiza u otros como materiales que se presenta en diferentes colores y que sirve para dibujar, colorear y pintar. Un crayón fabricado con resina seca y pigmento se denomina «pastel» y cuando está hecho de tiza oleosa, recibe el nombre de pastel al aceite.
Los crayones de cera son usados más comúnmente por los niños para dibujar y colorear. Debido a que sus pigmentos son lavables, no tóxicos, tienen una punta redondeada, están disponibles en una gran variedad de colores y son fáciles de utilizar, los crayones son uno de los útiles básicos en las escuelas de todo el mundo. También son empleados por estudiantes de bellas artes y artistas profesionales.
En España, a los crayones se les conoce con el nombre genérico de «ceras».

## Composición
En el ámbito angloparlante, el término crayón está usualmente asociado con el crayón de cera estándar, como aquellos ampliamente disponibles para uso infantil. Tales crayones tienen una longitud aproximada de 89 mm y están hechos principalmente de parafina. La parafina es calentada y enfriada para alcanzar la temperatura adecuada en la cual una cera puede ser teñida, para después ser moldeada, empacada y distribuida. Las parafinas son empleadas en cosméticos, velas, tinta de impresión, conservación de frutas, la industria farmacéutica, como lubricante y en crayones.
Colin Snedeker, un químico de Binney & Smith (en aquel entonces la empresa matriz de Crayola), desarrolló los primeros crayones lavables en respuesta a las quejas de los clientes sobre ropas y paredes manchados. En 1990 se le otorgó una patente a Snedeker por la composición sólida empleada en los crayones lavables.

## Historia

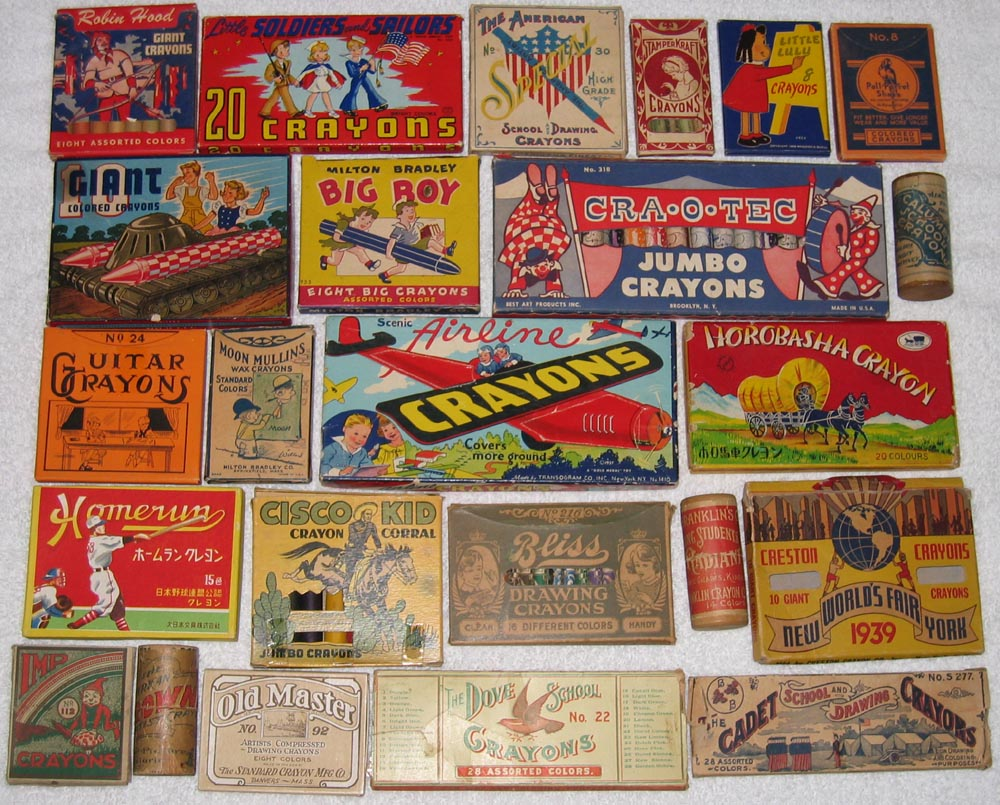
Colección de antiguas cajas de crayones

La historia del crayón no está del todo clara. La palabra francesa crayon, que originalmente significaba ‘tiza’, se remonta al siglo XVI, y se deriva de craie (‘creta’), que a su vez se deriva de la palabra latina creta (‘Tierra’). Más tarde, el significado cambió a ‘lápiz’, que es el empleado en el francés moderno.
El concepto de combinar una cera con pigmento se remonta a miles de años atrás. La encáustica es una técnica que emplea cera de abejas caliente combinada con pigmento para adherir el color a la piedra. Una fuente de calor era empleada para «quemar» y fijar la imagen en su lugar. Se creía que el erudito romano Plinio el Viejo describió las primeras técnicas de dibujo con crayones de cera.
Este método, empleado por los egipcios, romanos, griegos e incluso aborígenes de las Filipinas, todavía es empleado hoy en día. Sin embargo, el proceso no se empleaba para producir crayones que pudiesen ser sostenidos en la mano y colorear con ellos, por lo cual su uso en un salón de clase o como técnica de pintura para niños era ineficaz.
Los crayones contemporáneos parecen haberse originado en Europa, donde algunos de los primeros crayones de forma cilíndrica estaban hechos de carbón y aceite. El pastel es un material de arte que tiene raíces comunes con el crayón moderno y se remonta a Leonardo da Vinci en 1495. Los crayones Conté, fuera de París, son un híbrido entre un pastel y un crayón convencional, siendo empleados desde fines de la década de 1790 como un crayón de dibujo por los artistas. Más tarde, diversos tonos de pigmento pulverizado finalmente reemplazaron al carbón como ingrediente principal en la mayoría de productos de inicios del siglo XIX. Las referencias a los crayones en literatura aparecen en una fecha tan temprana como 1813, en la novela Orgullo y prejuicio de Jane Austen. El litógrafo francés Joseph Lemercier también fue uno de los inventores del crayón moderno. Alrededor de 1828 en su empresa parisina, él produjo una variedad de crayones y productos para colorear. Pero cuando en Europa estaban descubriendo que reemplazar el aceite por cera reforzaba el crayón, diversos esfuerzos también se llevaban a cabo en Estados Unidos.

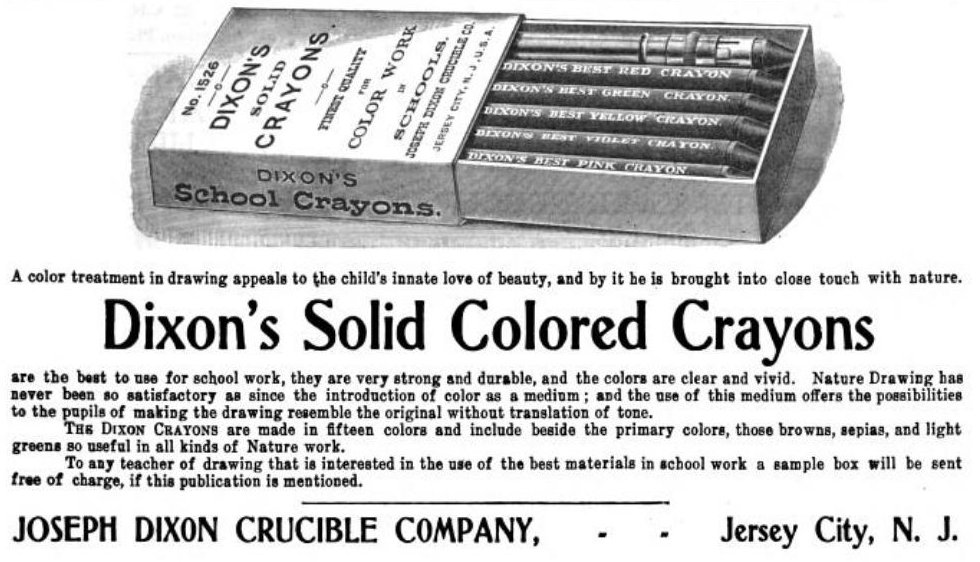
Publicidad de crayones Dixon, agosto de 1901

El inicio de la era de los crayones de cera vio a varias empresas y productos competir en los lucrativos mercados de la educación y el arte. La Franklin Mfg. Co, fundada en 1876 en Rochester, Nueva York, fue una de las primeras empresas en producir y vender crayones de cera, presentándose en la Exposición Mundial Colombina de 1883 con una exhibición de crayones.
Algunos de los primeros registros de los modernos crayones de cera provienen de Charles A. Bowley de Massachusetts, que desarrolló crayones de cera coloreada a fines de la década de 1880. Bowley había estado vendiendo diversos artículos de papelería en los alrededores de Danvers y desarrolló terrones de cera coloreada destinados a marcar cuero. A causa de la necesidad de una mayor precisión, volvió a su hogar y moldeó los crayones de cera en forma de cilindros más maniobrables y parecidos a un lápiz. Empacó sus crayones en cajas decorativas y los ofertaba a través de sus clientes habituales. La demanda por sus crayones pronto sobrepasó su capacidad productiva y en 1902 se asoció con la American Crayon Company, que producía tizas.
Edwin Binney y C. Harold Smith ya tenían un lugar destacado en el mercado de los pigmentos a través de la fábrica de Binney en Peekskill, Nueva York, que producía negro de humo quemando aceite de ballena y negro de carbón, así como por sus tizas. En 1902, ellos desarrollaron e introdujeron el crayón marcador Staonal. Un año después Alice Stead Binney, esposa de Edwin Binney, acuñó el nombre Crayola al combinar la palabra francesa craie con la primera parte de oleaginosa, que era otro nombre dado a la parafina empleada para producir el crayón. Binney y Smith rápidamente obtuvieron ganancias con su creación, vendiendo cajas de diversos tamaños y gamas de color. La línea Rubens Crayola también fue lanzada en 1903, destinada para artistas y diseñada para competir con los crayones europeos Raphael.

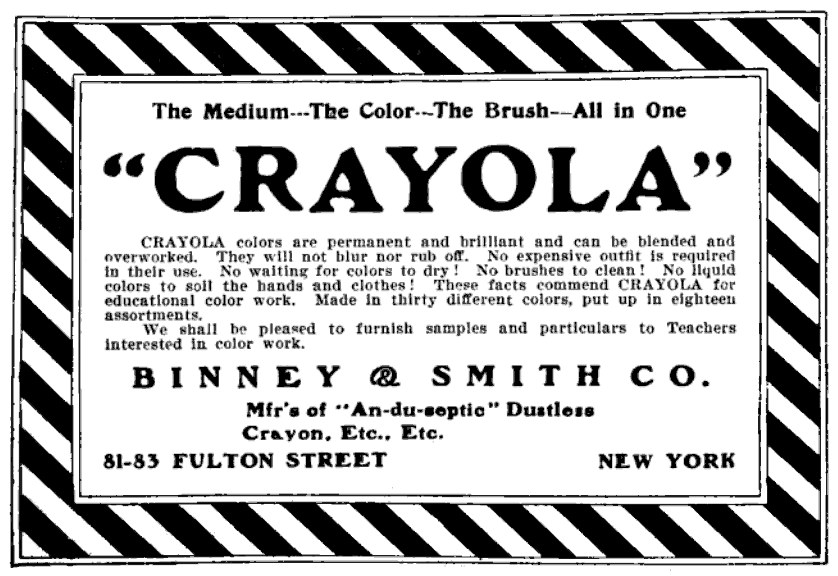
Publicidad de crayones Crayola, marzo de 1905

Su marca más reconocida fue la línea Crayola «Gold Medal» en cajas amarillas, que hacían mención a la medalla obtenida por la empresa con su tiza sin polvo An-du-Septic durante la Exposición Universal de San Luis en marzo de 1904. Ellos usaron el galardón para diseñar una nueva línea de crayones que mostrasen la medalla en la parte frontal de sus cajas. Inicialmente, ellos desarrollaron e introdujeron la caja N.º 8 con ocho colores variados, que fue un éxito inmediato; incluso apareció en una estampilla postal a inicios de 1905. A partir de dicha fecha empezaron a retirar de circulación otras cajas de crayones Crayola, hasta que toda su línea de crayones emplease la caja con diseño Gold Medal.
Cientos de empresas ingresaron al mercado de los crayones, pero solo unas cuantas existen hoy en día, con Crayola dominando el mercado estadounidense. Esta marca se volvió una marca genérica, empleada también para describir a los crayones de otras marcas. En general, existieron más de 300 fabricantes de crayones documentados en Estados Unidos, así como muchos más en otros países.
La marca suiza Caran d'Ache, produce crayones solubles en agua, cuyos colores pueden mezclarse al humedecerlos, ya sea durante su aplicación o una vez coloreada la obra.

### Al presente

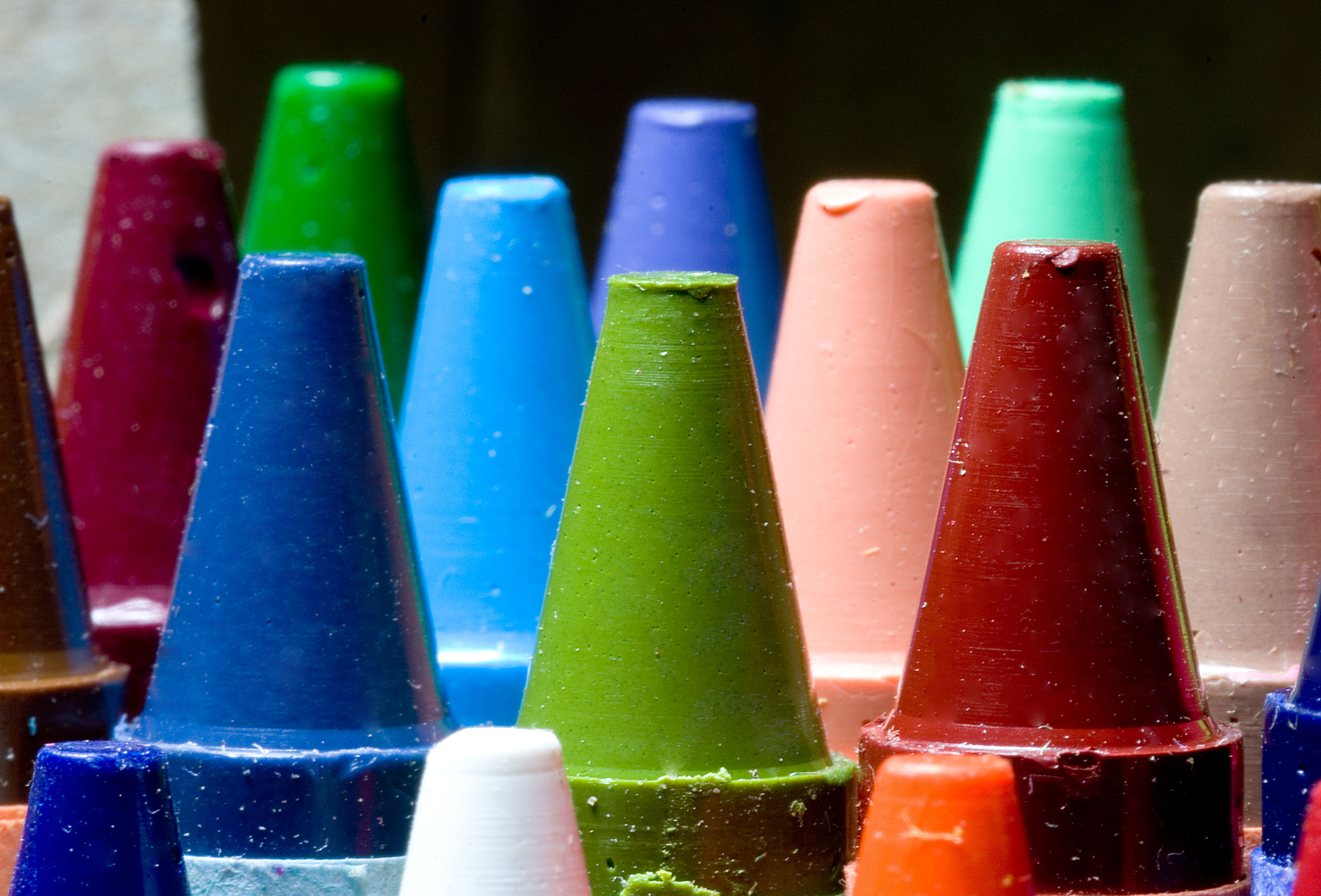
Acercamiento de crayones Crayola

Además de Crayola, otras marcas de fabricantes de crayones actuales incluyen a Rose Art Industries y Dixon Ticonderoga, el sucesor de la American Crayon Company. Varios distribuidores crean crayones de marca genérica o de marca blanca. Estos usualmente se encuentran en supermercados.
En 2000 hubo preocupación sobre una potencial contaminación con asbesto en muchas marcas populares de crayones, después que el Seattle Post-Intelligencer informara en mayo de aquel año que había llevado a cabo pruebas en los crayones de tres marcas y que estos contenían asbesto. En un estudio subsiguiente publicado en junio, la Comisión de Seguridad de Productos del Consumidor de Estados Unidos (CSPC) halló rastros de fibras de asbesto en tres crayones y grandes cantidades de fibras transicionales que pueden malinterpretarse como asbesto a causa de emplear talco como un agente aglutinante en los crayones adicionales. La CSPC declaró que el riesgo era bajo, pero dijo esto a causa de las preocupaciones y solicitó a los fabricantes reformular la composición de los crayones lo más pronto posible.

## Artistas
Los primeros artistas franceses, inclusive François Clouet (1510-1572) y Nicolas L'agneau (1590-1666), emplearon crayones en sus primeras obras. Clouet usaba crayones para pintar sus retratos, los cuales eran tan elaborados que llamaron la atención de Enrique V de Francia, quien lo nombró caballero. Pasó a ser un pintor de la corte para la realeza, con toda su carrera artística consistiendo en retratos pintados con crayones de cera. L'agneau ilustraba sus retratos con trazos de crayones de cera y color de acuarela. Sus retratos usualmente eran de personas sorprendidas o que no prestaban atención a su entorno.
El pintor francés Jean-François Millet utilizó crayones como material para su obra.
La Hermana Gertrude Morgan era conocida por predicar el Evangelio alrededor de Nueva Orleans de forma sencilla y con dibujos fáciles de comprender hechos con crayones. Morgan llamó la atención del marchante de arte E. Lorenz Borenstein, quien le permitió exponer su obra, tocar su música y difundir la palabra de Dios en su galería. Sus primeros dibujos eran sencillos, mostrando pasajes bíblicos para ofrecer una imagen más clara a quienes no conocían la Biblia. Morgan publicó un registro de sus canciones bíblicas y sus dibujos fueron expuestos en el Museo de arte popular estadounidense de Nueva York.